# Miguel Herrán
Miguel Ángel García de la Herrán (* 25. dubna 1996 Málaga), známý jako Miguel Herrán, je španělský filmový herec a motocyklista. Je vítězem ceny Goya pro nejlepšího začínajícího herce v roce 2016. Je známý pro své role v seriálech Elita a Papírový dům.